# Mychajlo Drapatyj
Mychajlo Vasyl'ovyč Drapatyj (in ucraino Миха́йло Васи́льович Драпа́тий?; Kam"janec'-Podil's'kyj, 21 novembre 1982) è un generale ucraino, comandante in capo delle Forze terrestri ucraine da novembre 2024 a giugno 2025 e attuale comandante del Comando interforze delle Forze Armate dell'Ucraina.

## Biografia
Dopo essersi diplomato al liceo, Drapatyj si è iscritto come cadetto all'Istituto militare delle truppe corazzate, affiliato al Politecnico di Charkiv. Ha completato gli studi nel 2004 con il grado di tenente e ha iniziato il servizio militare nella 72ª Brigata meccanizzata "Zaporoghi Neri".

### Guerra del Donbass
Nel 2014, allo scoppio della guerra del Donbass, il maggiore Drapatyj era il comandante del 2º Battaglione meccanizzato della 72ª Brigata, e a metà aprile la sua unità venne inviata nell'Ucraina orientale per svolgere missioni di combattimento. Il 9 maggio, durante la battaglia di Mariupol', Drapatyj guidò il suo battaglione all'interno della città per rinforzare la guarnigione ucraina, e divenne celebre per un video che lo riprese mentre alla guida di un BMP sfondò una barricata costruita al centro della strada dai ribelli filorussi, aprendo un varco per le proprie truppe. A luglio il 1º e il 2º Battaglione della 72ª Brigata hanno effettuato un'incursione lungo il confine con la Russia nei pressi di Amvrosiïvka con l'obiettivo di isolare le forze secessioniste dal supporto logistico russo. Tuttavia le unità dell'esercito regolare russo hanno iniziato un pesante bombardamento di artiglieria dal proprio territorio, isolando le truppe ucraine, impossibilitate a rispondere al fuoco, nella cosiddetta "sacca di Izvaryne". Drapatyj guidò con successo il gruppo d'attacco della brigata durante lo sfondamento dell'accerchiamento: il 4 agosto la colonna raggiunse i reparti della 79ª Brigata d'assalto aereo e della 24ª Brigata meccanizzata presso Zelenopillja, con i quali tre giorni più tardi riuscì finalmente a raggiungere le linee ucraine con 260 soldati del battaglione e decine di veicoli da combattimento. Dopo un periodo di riposo per ripristinare la capacità di combattimento, il 2º Battaglione è tornato al fronte nell'area di Volnovacha. Tuttavia Drapatyj venne inviato a studiare presso l'Università Nazionale di Difesa dell'Ucraina, dove venne inoltre promosso a tenente colonnello. In seguito passò allo studio per corrispondenza e tornò nella Zona d'operazioni antiterrorismo come parte della 30ª Brigata meccanizzata "Principe Konstanty Ostrogski", della quale divenne capo di stato maggiore e primo vice comandante. Nell'agosto 2016 Drapatyj è stato nominato al comando della 58ª Brigata motorizzata "Atamano Ivan Vyhovs'kyj", con la quale è stato impegnato nell'area di Avdiïvka. Nel giugno 2017 ha conseguito la laurea magistrale all'Università Nazionale di Difesa dell'Ucraina. Il 13 aprile 2019 è stato promosso a colonnello. Ad agosto dello stesso anno è stato sostituito da un altro comandante ed è tornato all'università per un corso di specializzazione operativa e strategica di due anni.

### Guerra russo-ucraina
Al momento dell'invasione russa dell'Ucraina del 24 febbraio 2022 Drapatyj ricopriva la carica di vice comandante e responsabile dell'addestramento del Comando interforze delle Forze armate ucraine. Da marzo 2022 è stato a capo del Gruppo operativo-tattico "Sud", le cui forze hanno fermato l'avanzata russa in direzione di Kryvyj Rih. In seguito il Gruppo "Sud" è confluito nel Gruppo operativo-tattico "Cherson", alla guida del quale Drapatyj si è distinto come uno dei comandanti di spicco della controffensiva nell'Ucraina meridionale che ha portato alla liberazione della città di Cherson e della sponda settentrionale del Dnepr nel novembre 2022. Nel febbraio 2024 è stato nominato vice capo di stato maggiore delle Forze armate ucraine. A maggio 2024, con l'inizio della rinnovata offensiva russa nella regione di Charkiv, è stato nominato comandante del Gruppo operativo-tattico "Charkiv", gestendo con successo la difesa della cittadina di Vovčans'k e delle aree circostanti. In seguito alla stabilizzazione del fronte nord, a settembre 2024 è stato trasferito al comando del Gruppo operativo-tattico "Luhans'k". Il 5 ottobre è stato promosso maggior generale. Il 29 novembre 2024 è stato nominato dal presidente Volodymyr Zelens'kyj nuovo comandante in capo delle Forze terrestri ucraine. Il 26 gennaio 2025 ha sostituito Andrij Hnatov alla guida del Gruppo operativo-strategico "Chortycja". Il 3 giugno 2025, dopo aver rassegnato le dimissioni assumendosi la responsabilità delle vittime di un bombardamento russo che colpì un centro di addestramento ucraino nell'oblast' di Dnipropetrovs'k il 1º giugno, Drapatyj è stato riassegnato come comandante del Comando interforze delle Forze Armate dell'Ucraina.